# Ковчежец
Ковче́жец — разновидность реликвария, небольшой ящик или ларец для хранения религиозных реликвий.
Обычно в ковчежец помещаются частицы мощей, при этом как одного, так и нескольких святых одновременно. В ковчежец наряду с мощами могут помещаться и другие реликвии, как связанные с жизнью святого (одежда, частицы гроба, брандеум), так и с евангельскими событиями (например, реликвии Страстей Христовых, камни с мест евангельских событий). При помещении в ковчежец реликвий небольшого размера они могут размещаться в углублениях специальных пластин, залитых воскомастикой. Ковчежцы с особо почитаемыми святынями переносятся священнослужителями на голове.
Мощи в ковчежце устанавливаются под престолом православного храма, когда его освящает епископ. При этом читается следующая молитва: «Сам Владыко, благих Податель Сый, молитвами святых, их же благоволил еси положению мощей в сем честнем жертвеннице Твоем быти, сподоби нас неосужденно бескровную Тебе на нем приносити жертву».
Ковчежецы часто выполняются из драгоценных металлов, некоторые из них являются значимыми предметами ювелирного искусства (например, Ковчег Дионисия).
Ковчежец в Православной церкви используется также для хранения предметов и веществ, используемых при крещении (сосудов с миром и елеем, кисточек для помазания, губок для отирания мира и ножниц для обрезания волос). В этом случае ковчежец символизирует собой одновременно и ясли и гроб Иисуса Христа.
Во многих храмах используют специальные ковчежцы для хранения на престоле в течение нескольких дней Святых Преждеосвященных Даров.